# Râul Valea Râsului, Dâmbovița
Râul Valea Râsului este un curs de apă, afluent al Râușorului. 